# John Henry Eaton

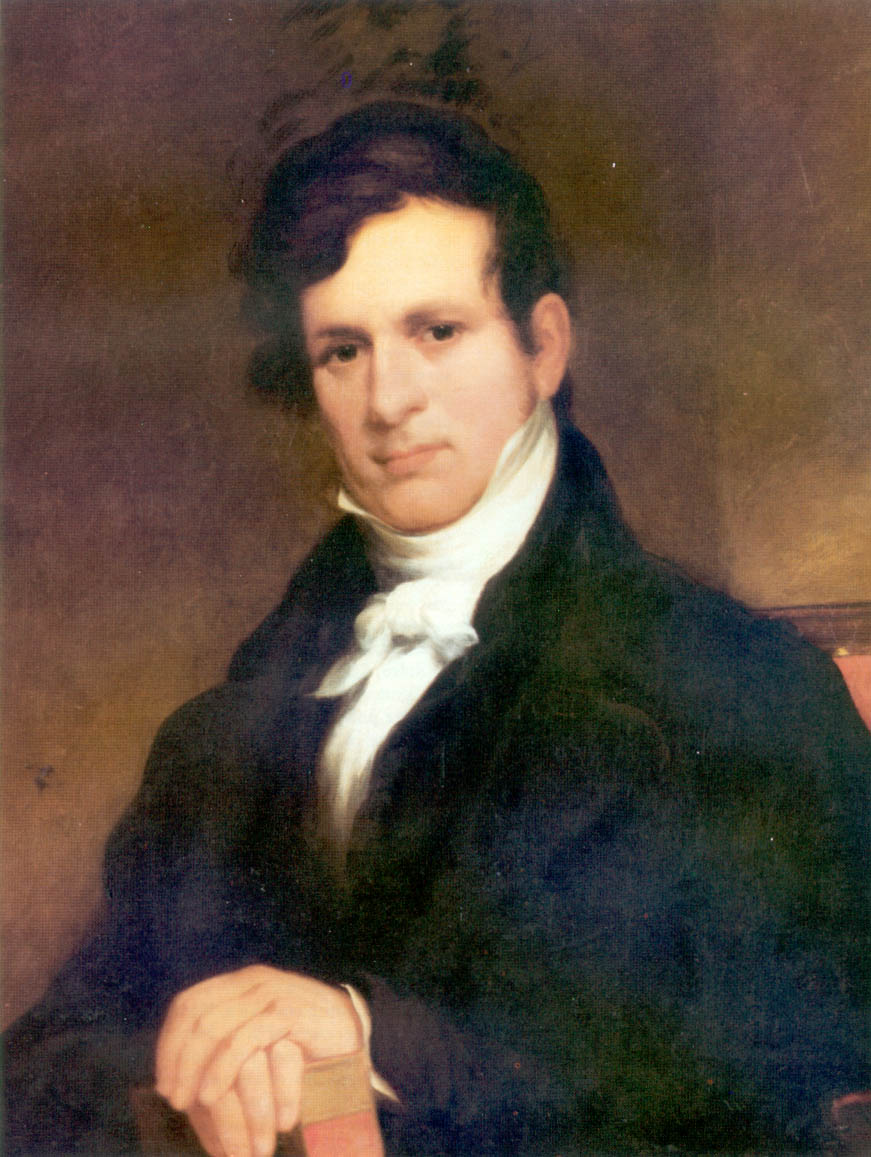
John Henry Eaton

John Henry Eaton (* 18. Juni 1790 in Scotland Neck, Halifax County, North Carolina; † 17. November 1856 in Washington, D.C.) war ein US-amerikanischer Politiker. Er war Kriegsminister der Vereinigten Staaten, war für Tennessee im Senat der Vereinigten Staaten und von 1834 und 1836 Gouverneur (Vereinigte Staaten) des Florida-Territoriums.

## Frühe Jahre und politischer Aufstieg in den US-Senat
John Eaton besuchte die Grundschulen seiner Heimat und danach bis 1804 die University of North Carolina at Chapel Hill. Nach einem anschließenden Jurastudium und seiner Zulassung als Rechtsanwalt begann er in Franklin zu praktizieren. Während des Britisch-Amerikanischen Krieges von 1812 diente er in der US Army. Zwischen 1815 und 1816 saß er im Repräsentantenhaus von Tennessee. Dann war er von 1818 bis 1829 Senator im US-Kongress. Sein jugendliches Alter von 28 Jahren war zu seiner Amtseinführung bemerkenswert, denn es widersprach den Bedingungen der Verfassung der Vereinigten Staaten, nach der jeder Senator älter als 30 Jahre alt sein musste. Wenn man ihn darauf ansprach, bezog er sich auf die früheren Senatoren Armistead Thomson Mason und Henry Clay, die beim Amtsantritt im US-Senat ebenfalls noch nicht 30 Jahre alt waren. Im Senat war er Vorsitzender des Ausschusses, der sich mit den Belangen des District of Columbia befasste. Nach der Gründung der Demokratischen Partei Ende der 1820er Jahre, wurde Eaton deren Mitglied.

## Kriegsminister im Kabinett von Andrew Jackson
Als persönlicher Freund des 1828 zum US-Präsidenten gewählten Andrew Jackson wurde er von diesem zum neuen Kriegsminister der USA ernannt. Gleichzeitig gehörte Eaton auch noch dem inoffiziellen Beraterzirkel des Präsidenten an, der oft scherzhaft als das „Küchenkabinett“ bezeichnet wurde. Allem Anschein nach traf sich diese Gruppe häufig in der Küche des Weißen Hauses. Eaton behielt seinen Posten als Kriegsminister bis 1831, bis er wegen eines Skandals um seine zweite Ehefrau Peggy zurücktrat. Der Hintergrund war die Petticoat Affair. Dabei ging es darum, dass Eaton eine Affäre mit der verheirateten Margret (Peggy) O’Neal hatte, deren Mann, ein Matrose namens Timberlake, angeblich aus diesem Grund Selbstmord beging. Kurz darauf hat Eaton diese Frau geheiratet. Das löste in Washington einen Skandal aus und teilte das Kabinett Jackson in zwei Lager. Die einen, unter ihnen Vizepräsident John C. Calhoun und seine Frau Floride, sahen diese Vorgänge als Skandal und forderten Eatons Rücktritt, die anderen, darunter Martin Van Buren und der Präsident, stellten sich hinter Eaton. Einige Kabinettsmitglieder wie der Marineminister John Branch traten aus Protest zurück. Schließlich gab Eaton dem Druck nach und sein Amt als Kriegsminister auf.

## Territorial-Gouverneur von Florida
Präsident Jackson fand schnell eine neue Aufgabe für Eaton. Er ernannte ihn zum Nachfolger des Territorialgouverneurs von Florida, William Pope Duval. Seine Amtszeit in Florida verlief wenig glücklich. Zunächst einmal traf er mit sechsmonatiger Verspätung dort ein. Dann musste er sich mit den Indianern des Seminolenstammes auseinandersetzen, ein Konflikt, der erst nach seiner Amtszeit beigelegt wurde. Nach weniger als zwei Jahren im Amt gab er 1836 in Florida auf.
Nach seiner Zeit in Florida wurde er zum amerikanischen Botschafter in Spanien ernannt. Dieses Amt bekleidete er von 1836 bis 1840. Danach zog sich Eaton aus der Politik zurück. Er war, wie erwähnt, mit Margret (Peggy) O’Neal verheiratet. Eaton wurde auf dem Oakland Cemetery in Washington beigesetzt.
Nach ihm ist Eaton County in Michigan benannt.